# باشگاه فوتبال لیون سیتی سیلورز
باشگاه فوتبال لیون سیتی سیلورز که به طور خلاصه با نام لیون سیتی و در گذشته با نام هوم یونایتد شناخته می‌شد، یک باشگاه فوتبال حرفه‌ای است که در لیگ سنگاپور بازی می‌کند. این باشگاه در شهر بیشان، سنگاپور فعالیت می‌کند.

## افتخارات

### در اس لیگ
- ۱۹۹۹ - قهرمان
- ۲۰۰۲ - نایب قهرمان
- ۲۰۰۳ - قهرمان
- ۲۰۰۴ - نایب قهرمان
- ۲۰۰۷ - نایب قهرمان
- ۲۰۱۱ - نایب قهرمان
- ۲۰۲۳_ نایب قهرمان

### در جام سنگاپور
- ۲۰۰۰ - قهرمان
- ۲۰۰۱ - قهرمان
- ۲۰۰۳ - قهرمان
- ۲۰۰۴ - نایب قهرمان
- ۲۰۰۵ - قهرمان
- ۲۰۱۱ - قهرمان

### در  جام لیگ سنگاپور
بدون افتخار

### در جام ای اف سی (لیگ قهرمانان آسیا ۲)
- ۲۰۰۴ - نیمه نهایی
- گروهی
- شرایط
- چهارم
- شانزدهم
- شرایط
- ۲۵–۲۰۲۴ - نایب قهرمان

## حامی مالی
- حامی مالی بخش اصلی: کوکا کولا
- تأمین‌کننده لباس: کاپا